# Мрацель
45°13′ пн. ш. 15°47′ сх. д. / 45.21° пн. ш. 15.78° сх. д.
Мрацель (хорв. Mracelj) — населений пункт у Хорватії, у Карловацькій жупанії у складі громади Войнич.

## Населення
Населення за даними перепису 2011 року становило 116 осіб.
Динаміка чисельності населення поселення: